# David Benioff
David Benioff, pseudonimo di David Friedman (New York, 25 settembre 1970), è uno scrittore e sceneggiatore statunitense.
È noto soprattutto per aver realizzato l'adattamento cinematografico di best seller come Il cacciatore di aquiloni e la serie di romanzi Cronache del ghiaccio e del fuoco.

## Biografia
Benioff proviene da una famiglia ebraica di origini tedesche e russe.
Nel 2001 pubblicò il suo primo romanzo, La 25ª ora, e scrisse la sceneggiatura per il film omonimo diretto nel 2002 da Spike Lee. Nel 2004 pubblicò la sua seconda opera, When the Nines Roll Over (and Other Stories), una raccolta di racconti pubblicata in Italia nel 2005 col titolo di La ballata di SadJoe (e altri racconti). Nel 2008 scrisse la sua terza opera, La città dei ladri, uscita in Italia il 3 ottobre 2008 e con cui nel 2009 vince il Premio Alex.
Tra i film più noti basati su sue sceneggiature si possono citare Troy e X-Men le origini - Wolverine, mentre dal 2009 si occupa, insieme a D.B. Weiss, della sceneggiatura della serie televisiva HBO Il Trono di Spade, acclamata da pubblico e critica.

## Vita privata
È sposato con l'attrice Amanda Peet; la coppia ha tre figli.

## Opere
- La 25ª ora, traduzione di Massimo Ortelio, Vicenza, Neri Pozza, 2001, ISBN 9788873059783.
- La ballata di Sadjoe e altri racconti, Vicenza, Neri Pozza, 2004, ISBN 9788854500228.
- La città dei ladri, traduzione di Marco Rossari, Vicenza, Neri Pozza, 2008, ISBN 978 885450295-6.

## Filmografia

### Cinema
- La 25ª ora (25th Hour), regia di Spike Lee (2002)
- Troy, regia di Wolfgang Petersen (2004)
- Stay - Nel labirinto della mente (Stay), regia di Marc Forster (2005)
- Il cacciatore di aquiloni (The Kite Runner), regia di Marc Forster (2006)
- X-Men le origini - Wolverine (X-Men Origins: Wolverine), regia di Gavin Hood (2009)
- Brothers di Jim Sheridan (2009)
- Gemini Man, regia di Ang Lee (2019)

### Televisione
- Il Trono di Spade (Game of Thrones) – serie TV (2011-2019)
- C'è sempre il sole a Philadelphia (It's Always Sunny in Philadelphia) – serie TV, episodio 9x08 (2013)
- Il problema dei 3 corpi (3 Body Problem) - serie TV (2024-in corso)

## Riconoscimenti

### Premio Emmy
- 2019:
  - Miglior serie televisiva drammatica
  - Candidatura per miglior sceneggiatura per una serie drammatica assieme a D.B. Weiss per Il Trono di Spade
  - Candidatura per la miglior regia di una serie televisiva drammatica per Il Trono di Spade
- 2018:
  - Candidatura per miglior serie televisiva drammatica
  - Candidatura per miglior sceneggiatura per una serie drammatica assieme a D.B. Weiss per Il drago e il lupo
- 2016:
  - Miglior serie televisiva drammatica
  - Miglior sceneggiatura per una serie drammatica assieme a D.B. Weiss per l'episodio La battaglia dei bastardi
- 2015:
  - Miglior serie televisiva drammatica
  - Miglior sceneggiatura per una serie drammatica assieme a D.B. Weiss per Madre misericordiosa
- 2014:
  - Candidatura per miglior serie televisiva drammatica
  - Candidatura per miglior sceneggiatura per una serie drammatica assieme a D.B. Weiss per I Figli della Foresta
- 2013:
  - Candidatura per miglior serie televisiva drammatica
  - Candidatura per miglior sceneggiatura per una serie drammatica assieme a D.B. Weiss per l'episodio Le piogge di Castamere
- 2012:
  - Candidatura per miglior serie televisiva drammatica
- 2011:
  - Candidatura per miglior serie televisiva drammatica
  - Candidatura per miglior sceneggiatura per una serie drammatica assieme a D.B. Weiss per l'episodio La confessione

### Writers Guild of America Award
- 2012 – Candidatura per la Miglior serie drammatica per Il Trono di Spade
- 2013 – Candidatura per la Miglior serie drammatica per Il Trono di Spade
- 2014 – Candidatura per Miglior episodio di una serie tv drammatica assieme a D.B. Weiss per Il leone e la rosa
- 2015:
  - Candidatura per la Miglior serie drammatica per Il Trono di Spade
  - Candidatura per Miglior episodio di una serie tv drammatica assieme a D.B. Weiss per Madre misericordiosa
- 2016 – Candidatura per la Miglior serie drammatica per Il Trono di Spade
- 2017:
  - Candidatura per la Miglior serie drammatica per Il Trono di Spade
  - Candidatura per Miglior episodio di una serie tv drammatica assieme a D.B. Weiss per I venti dell'inverno
- 2018 – Candidatura per la Miglior serie drammatica per Il Trono di Spade